# Marcel Roșca
Marcel Roșca (n. 18 octombrie 1943, București, România) este un trăgător de tir român, laureat cu argint la Mexico 1968.

## Biografie
Provine dintr-o familie de cântăreți de operă. Este absolvent al Liceului Mihai Viteazu din București și absolvent al Facultății de Artă Teatrală și Cinematografică „I.L.Caragiale”. Ca sportiv a câștigat multe concursuri și Cupe internaționale: Cupa Latină Venetia, C.L. Monte Carlo, C.L. Barcelona, C.L. Pontevedra, C.L. Lisabona, C.L. Bordeaux, C.L. Salonic, Camp. European echipă, Vicecampion Mondial Wiesbaden și Arizona,  Vicecampion European la individual și cu echipa la Praga. Câștigă Jocurile Preolimpice la Mexico cu un nou record olimpic, anul următor pierde titlul de campion olimpic din cauza unei tragedii personale, dar câștigă la baraj cu încă 2 sportivi medalia de argint la Jocurile Olimpice de la Mexico. Câștigă campionatele internaționale din Izmir, Wiesbaden, Frankfurt, Moskau, Petrozavodsk, Oslo, Londra, Pekin, Salonic, Atena, Havana, Veneția, Torino, Plzen, Sofia, Izmir, Varșovia, Berlin, Leipzig, Bremen, Barcelona, Madrid, Pontevedra, Lisabona. Câștigă zeci de titluri de campion la Dinamoviade. Obține zeci de titluri de Campion al României. A stabilit un nou record Mondial absolut 300 de puncte din 300 la proba de Pistol Viteza eliminatorie, Record Mondial Pistol Viteza 1971. Pentru rezultatele din activitatea sportivă a primit titlul de Maestru Emerit al Sportului și multe Medalii și Ordine Sportive.
Solist de operă cu o lungă activitate pe multe scene de operă din lume, Paris, Buenos Aires, São Paulo, Hamburg, Berlin, Köln, Frankfurt, Hanovra, Essen, Düsseldorf, Duisburg, Leipzig, Dresden, München, Stuttgart, Mannheim, Wuppertal, Hagen, Kassel, Hannover, Bielefeld, Lübeck, Neuss, Leverkusen, Giessen, Zurich, Barcelona, Madrid, Malaga, Valencia, Bilbao, Santander, Coruna, Lisabona, Bruxelles, Antwerpen, Bruges, Amsterdam, Luxemburg, Praga, Moscova - Bolshoi Teatru, Kiev, Hiroshima, Pekin, Xi'an, Varșovia, Prag, Budapesta, Salonic, București, Constanta, Klausenburg, Kronstadt, Iași. După terminarea Facultății de Teatru si Film, pentru a rămâne mai departe sportiv și să câștige medalii pentru România și clubul sportiv Dinamo București al Ministerului Afacerilor Interne, i-a fost oferită funcția militară de colonel șef al Serviciului de Trafic din București timp de 10 ani. 
A renunțat la funcția militară, cerându-și retragerea în civil și după câțiva ani a devenit solist al operei din București, iar apoi din Essen - Germania cu titlul de „angajat pe viață” din 1985. A renunțat la aceasta situație foarte convenabilă în 2013, oferindu-le altor soliști tineri șansa de a fi angajați ai Operei din Essen. În timpul activității la Aalto a primit titlul de Kammersänger și a devenit Ehrenmitglied al Operei Aalto Theater. A cântat sute de concerte de binefacere în foarte mult țări și orașe din lume. În tinerețe a fost solist de muzică ușoară, câștigând prima oară concursul pentru tinere talente „Steaua fără Nume” cu note maxime. A făcut turnee cu Orchestra Radio Română la Sankt Petersburg, Moscova, Kiev si Tula, a cântat concerte la Budapesta, Havana, Berlin și Chișinău.

## Distincții
- Medalia „Meritul Sportiv” clasa I (8 mai 1968) „pentru contribuția deosebită adusă la dezvoltarea mișcării de cultură fizică și sport și pentru merite deosebite în activitatea sportivă de performanță, cu prilejul împlinirii a 20 de ani de la înființarea Clubului sportiv «Dinamo»-București al Ministerului Afacerilor Interne”[3]

## Filmografie
- Pruncul, petrolul și ardelenii (1981)